# Мейров, Балтабай Мейрович
Мейров Балтабай Мейрович (1914, аул Алтыкарасу, Уилский район, Актюбинская область — 9 декабря 1973, Шолаккорган, Сузакий район, Южно-Казахстанская область) — первый казахский зоотехник, эксперт-специалист в каракулевоодстве, общественный деятель. В своей трудовой деятельности внёс значительный вклад в развитие каракулеводства и племенного животноводства. Ветеран Великой Отечественной войны. Награждён орденами «Ленина», «Знак Почёта» и четырьмя медалями.

## Биография
Балтабай Мейрович Мейров родился в 1914 году в ауле Алтыкарасу, расположенном в Уилском районе Актюбинской области. В 1925—1932 годах учился в школах и на подготовительных курсах в городах Уил, Актобе и Уральск.
В 1932—1933 годах окончил ветеринарные курсы при рабочем факультете Инженерного института в Москве. В том же году поступил на факультет овцеводства Московского зоотехнического института, который окончил в 1937 году.
Свою трудовую деятельность начал в 1937 году старшим научным сотрудником Зональной научной станции в городе Торткуль Каракалпакской АССР Узбекской ССР. В 1937—1941 годах работал зоотехником совхоза "Улус" Каттакурганского района и секретарём партийной организации в совхозах «Тамды» Бухарской области УзССР.
В 1941—1943 годах участвовал в Великой Отечественной войне, был комиссаром миномётных дивизионов 91-й и 120-й дивизий.
В 1943—1946 годах возглавлял различные отделы Каракалпакского областного комитета партии, в 1946—1948 годах работал в исполнительном комитете Кыпчакского района.
В 1948—1950 годах учился и окончил Высшую партийную школу при ЦК КП Узбекистана в Ташкенте. В 1950—1953 годах был секретарём Бухарского областного комитета партии.
В 1953—1963 годах работал директором совхозов «Тамды» в Бухарской области и «Киров» в Самаркандской области.
С 1963 по 1973 годы трудился главным зоотехником совхоза имени Калинина в Сузакском районе Чимкентской области.

## Научные и профессиональные достижения
В течение своей карьеры уделял особое внимание развитию каракулеводства и племенного животноводства, активно занимался научно-исследовательской работой в области селекции. Участвовал в выставках животноводства и аукционах ценных шкур в Ленинграде и других городах Советского Союза.

## Награды
Балтабай Мейрович Мейров был награждён следующими орденами и медалями:
- Орден Ленина (1958)
- Орден «Знак Почёта» (1966)
- Медаль «За доблестный труд в Великой Отечественной войне 1941—1945 гг.»
- Медаль «За победу над Германией в Великой Отечественной войне 1941—1945 гг.»
- Медаль «20 лет Победы в Великой Отечественной войне 1941—1945 гг.»
- Медаль «В ознаменование 100-летия со дня рождения В. И. Ленина»
- Знак «Отличник социалистического сельского хозяйства» Министерства сельского хозяйства СССР
- Почётные грамоты Верховного Совета Узбекской ССР

## Общественная деятельность
Балтабай Мейрович был депутатом Верховного Совета Каракалпакской АССР, депутатом областных и районных советов Узбекской ССР, а также депутатом местных советов Казахской ССР нескольких созывов.

## Личная жизнь
Жена — Мейрова Амина Беккалиевна (1919—2000). Воспитали семерых детей. Балтабай Мейрович скончался 9 декабря 1973 года. Похоронен в посёлке Шолаккорган, Сузакский район, Южно-Казахстанская область.